# Jörg Grunert
Jörg Grunert (nacido el 16 de septiembre de 1945 en St. Georgen, Schwarzwald) es un geógrafo y geomorfólogo alemán.
Jörg Grunert estudió geografía, biología y química en la Universidad de Berlín. En 1970 fue asistente de investigación en la RWTH de Aquisgrán en 1972, se incorporó a la Universidad de Wurzburgo. Grunert en 1974 realizó una tesis doctoral sobre la formación de los valle en las montañas de Tibesti en Chad. En 1980 fue habilitado en Würzburg pare seguir con su proyecto esta vez en el desierto de Libia. Un año más adelante aceptó una cita para ser ascendido en la categoría C-3 como profesor de Geomorfología y sistemática aplicada en Bonn. Desde 1996 hasta su jubilación en 2010 fue profesor de Grunert C4 de geomorfología y la geografía en la Universidad de Maguncia.
- Datos: Q109667